# ノーザンライツ
ノーザン・ライツ(Northern Lights)は、アメリカ合衆国オレゴン州ポートランドを本拠地とするカラーガードチームである。

## 概要
1991年にオレゴン州ポートランドにおいて、EVERY-BODY Winter Guardとして設立。

## 変遷
1991年、ウィスコンシン州のマジソンスカウツ(Madison Scouts Drum&Bugle Corps)のカラーガードインストラクターがオフシーズンのカラーガードプログラムとして、"EVERY-BODY Winter Guard"を結成。オープンクラスでWinter Guard International(WGI)の地方大会に参加を始める。
当時はポートランドの位置するノースウェスト地域はマーチング活動が活発とは言えず、シーズンになると他の地域からメンバーが集まってくる、といった一種独特のチーム形態であった。日本からの参加者も多いことで有名である。
マジソンスカウツ同様、順位よりも観客を楽しませるエンターテイメント性を重視したショウプログラムは人気があり、『Peacock People（孔雀人間）』『Sniggles Island』等の奇抜な衣装は話題を呼んだ。
2000年、諸処の事情によりディレクターを始め、インストラクター陣が総入れ替え。そのショウスタイルは一変しコンテストの上位入賞を狙うチームへと様変わり。2001年より名称を"Northern Lights"へと変更。2004年より男性のみの編成での出場となる。
2004年にはワールドクラスで総合2位、2006年には3位という好成績を残すも、それ以降は活動停止中である。